# Ekstraliga Kobiet 2024-2025
L'Ekstraliga Kobiet 2024-2025, nota anche come Orlen Ekstraliga 2024-2025 per ragioni di sponsorizzazione, è stata la 46ª edizione della massima divisione del campionato polacco femminile di calcio. Il campionato è iniziato il 10 agosto 2024 e si è concluso il 25 maggio 2025.
Il torneo è stato vinto dal GKS Katowice, alla seconda affermazione della sua storia.

## Stagione

### Novità
Dalla Ekstraliga Kobiet 2023-2024 sono state retrocesse in I liga il Medyk Konin e l'AZS UJ Kraków. Dalla I liga 2023-2024 sono invece state promosse Resovia Rzeszów e Skra Częstochowa, rispettivamente primo e secondo classificato.

### Formato
Nella stagione regolare le 12 squadre si affronteranno in un girone all'italiana con partite di andata e ritorno, per un totale di 22 giornate.  La prima classificata sarà squadra campione di Polonia e sarà ammessa all'edizione 2025-2026 della UEFA Women's Champions League.
Le ultime due retrocedono in I liga.

## Squadre partecipanti
| Club                 | Città         | Stadio                                              | Stagione precedente     |
| -------------------- | ------------- | --------------------------------------------------- | ----------------------- |
| AP Orlen Gdańsk      | Danzica       | Stadio del centro sportivo di Danzica Stadio Gdańsk | 5º posto in Ekstraliga  |
| Czarni Sosnowiec     | Sosnowiec     | Stadio Jana Ciszewskiego                            | 3º posto in Ekstraliga  |
| GKS Katowice         | Katowice      | Stadio GKS Katowice                                 | 2º posto in Ekstraliga  |
| Górnik Łęczna        | Łęczna        | Stadion Górnika Łęczna                              | 6º posto in Ekstraliga  |
| Pogoń Stettino       | Stettino      | Stadio municipale                                   | 1º posto in Ekstraliga  |
| Pogoń Tczew          | Tczew         | Stadio Jana Stachowiaka                             | 8º posto in Ekstraliga  |
| Rekord Bielsko-Biała | Bielsko-Biała | Centrum Sportu Rekord                               | 9º posto in Ekstraliga  |
| Resovia Rzeszów      | Rzeszów       | Stadio Resovii                                      | 1º posto in I liga      |
| Skra Częstochowa     | Częstochowa   | Stadio municipale                                   | 2º posto in I liga      |
| Śląsk Breslavia      | Breslavia     | Stadio Oporowska                                    | 7º posto in Ekstraliga  |
| SMS Łódź             | Łódź          | Stadio del campionato scolastico sportivo di Łódź   | 4º posto in Ekstraliga  |
| Stomil Olsztyn       | Olsztyn       | Stadio OSiR                                         | 10º posto in Ekstraliga |

## Classifica finale
Aggiornata al 25 maggio 2025.
|                    | Pos. | Squadra              | Pt | G  | V  | N | P  | GF | GS | DR  |
| ------------------ | ---- | -------------------- | -- | -- | -- | - | -- | -- | -- | --- |
| Polonia (bandiera) | 1.   | GKS Katowice         | 63 | 22 | 21 | 0 | 1  | 74 | 8  | +66 |
|                    | 2.   | Czarni Sosnowiec     | 52 | 22 | 17 | 1 | 4  | 83 | 17 | +66 |
|                    | 3.   | Pogoń Stettino       | 51 | 22 | 17 | 0 | 5  | 60 | 20 | +40 |
|                    | 4.   | Górnik Łęczna        | 47 | 22 | 15 | 2 | 5  | 54 | 19 | +35 |
|                    | 5.   | Śląsk Breslavia      | 38 | 22 | 12 | 2 | 8  | 48 | 36 | +12 |
|                    | 6.   | SMS Łódź             | 33 | 22 | 9  | 6 | 7  | 31 | 17 | +14 |
|                    | 7.   | AP Orlen Gdańsk      | 28 | 22 | 8  | 4 | 10 | 30 | 34 | -4  |
|                    | 8.   | Rekord Bielsko-Biała | 24 | 22 | 7  | 3 | 12 | 21 | 40 | -19 |
|                    | 9.   | Pogoń Tczew          | 18 | 22 | 5  | 3 | 14 | 24 | 58 | -33 |
|                    | 10.  | Stomil Olsztyn       | 16 | 22 | 4  | 4 | 14 | 25 | 68 | -43 |
|                    | 11.  | Resovia Rzeszów      | 8  | 22 | 1  | 5 | 16 | 16 | 79 | -63 |
|                    | 12.  | Skra Częstochowa     | 3  | 22 | 1  | 0 | 21 | 5  | 75 | -70 |

Legenda:
      Campione di Polonia e ammessa alla UEFA Women's Champions League 2025-2026.
      Retrocessa in I liga.
Regolamento
Tre punti a vittoria, uno a pareggio, zero a sconfitta.
In caso di arrivo di due o più squadre a pari punti, la graduatoria verrà stilata secondo la classifica avulsa.
Note:
Lo Skra Częstochowa si ritira dal campionato al termine della 14ª giornata, dopo che aveva disertato le ultime tra giornate. Le restanti gare sono state assegnate a tavolino alle squadra avversarie.

## Statistiche

### Individuali

#### Classifica marcatrici
| Gol |  |  | Giocatore           | Squadra          |
| --- |  |  | ------------------- | ---------------- |
| 17  |  |  | Julia Piętakiewicz  | Górnik Łęczna    |
| 15  |  |  | Kornelia Okoniewska | Pogoń Stettino   |
| 15  |  |  | Klaudia Miłek       | Czarni Sosnowiec |
| 12  |  |  | Marcelina Buś       | Śląsk Wrocław    |
| 11  |  |  | Klaudia Maciążka    | GKS Katowice     |